# 電熱水壺

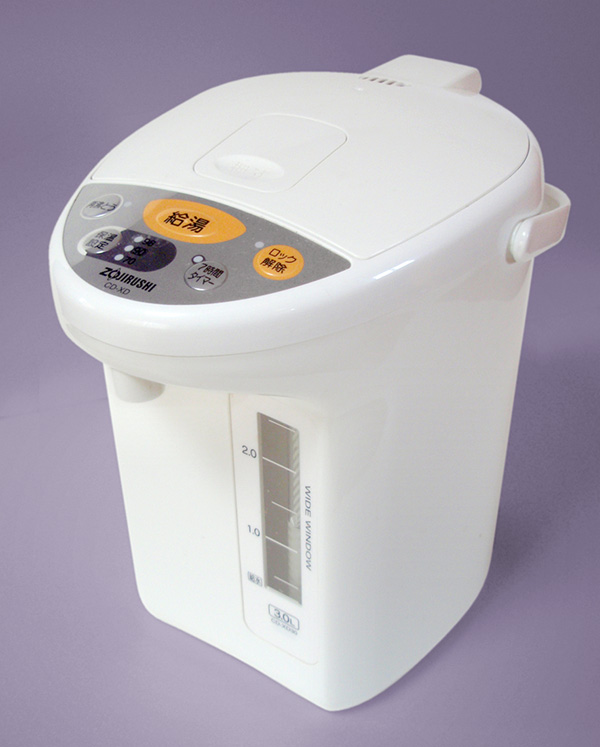
象印電熱水壺

電熱水壺，也称电烧水壶、电水壶、电茶壶、快煮壺，是用于煮沸水的小型家用电器，通过电热能加热水，很多具有保温功能。
红茶之沖泡溫度大概在攝氏90度左右，而綠茶之沖泡溫度則在攝氏80度左右。許多電熱水壺產品具有調節溫度之功能。
與其他家電不同，電熱水壺的電源線通常採用可分離的磁吸式接頭與本體連接，電源線遭拉扯時，會直接與本體分離，防止壺被電線拉扯傾倒或掉落時，內裝的熱水灑出而導致人燙傷。

## 外部連結
维基共享资源上的相關多媒體資源：電熱水壺